# ニュー・オーダー (アルバム)
『ニュー・オーダー』（原題：The New Order）は、アメリカ合衆国のヘヴィメタル・バンド、テスタメントが1988年に発表した2作目のスタジオ・アルバム。

## 背景
前スタジオ・アルバム『レガシー』（1987年）は、収録曲の大部分がスティーヴ・ゼトロ・スーザ（デビュー前に脱退）在籍時に作られた曲だが、本作よりチャック・ビリーが多数の曲で作詞に貢献するようになる。ビリーは2012年のThe Aquarian Weekly紙によるインタビューにおいて、本作収録曲の歌詞は主に、ノストラダムスの地球環境に関する予言に基づいていると説明し、「最初のレコード『レガシー』は霊、ゴブリン、悪魔といったヘヴィメタルのステレオタイプのような歌詞だったけど、『ニュー・オーダー』を作るに当たって、多少そこから脱却した。俺達は『ニュー・オーダー』で、現実のもの、あるいは現実と思われているものについて書こうと決めたんだ」と語っている。また、ビリーが2013年にSongfactsのインタビューで語ったところによれば、本作のための曲作りが進められていた当時、バンドはヨーロッパの冬の寒さを初体験しており、ツアー・バスの中でアコースティック・ギターを使って曲作りをしたという。
「ノーバディーズ・フォルト」は、エアロスミスがアルバム『ロックス』（1976年）で発表した曲のカヴァー。

## 反響・評価
本作はバンドの出世作となった。母国アメリカでは自身初のBillboard 200入りを果たし、最高136位を記録。ドイツでも初のアルバム・チャート入りを果たし49位に達した。また、イギリスでは1988年5月28日付の全英アルバムチャートで81位を記録し、やはり初のチャート入りを果たす。オランダのアルバム・チャートでは、ライヴEP『Live at Eindhoven』（1987年）に続く2度目のトップ70入りとなった。
アレックス・ヘンダーソンはオールミュージックにおいて5点満点中4.5点を付け「どこを取っても『レガシー』と同様に容赦ないほど力強いが、楽曲はより一層印象に残る」「テスタメントのアルバムを最初に買うなら『ニュー・オーダー』が理想的な選択である」と評している。また、Dan DragoはAbout.comにおいて、本作をテスタメントの最高傑作に挙げ「これまでに作られてきたスラッシュメタルの作品でも最高傑作の一つ」と評している。

## 収録曲
5. 10.はインストゥルメンタル。
1. おくびょうな居住者 "Eerie Inhabitants" – 5:06
  - 作詞：チャック・ビリー、アレックス・スコルニック、エリック・ピーターソン／作曲：アレックス・スコルニック、エリック・ピーターソン
2. ニュー・オーダー "The New Order" – 4:25
  - 作詞・作曲：アレックス・スコルニック、エリック・ピーターソン
3. 審問 "Trial by Fire" – 4:14
  - 作詞：チャック・ビリー、アレックス・スコルニック、エリック・ピーターソン／作曲：アレックス・スコルニック、エリック・ピーターソン
4. イントゥ・ザ・ピット "Into the Pit" – 2:46
  - 作詞：チャック・ビリー、アレックス・スコルニック、エリック・ピーターソン／作曲：アレックス・スコルニック、エリック・ピーターソン
5. ヒプノシス "Hypnosis" – 2:04
  - 作曲：アレックス・スコルニック、エリック・ピーターソン
6. 信者 "Disciples of the Watch" – 5:05
  - 作詞：チャック・ビリー／作曲：アレックス・スコルニック、エリック・ピーターソン
7. プリチャー "The Preacher" – 3:37
  - 作詞：チャック・ビリー、アレックス・スコルニック／作曲：アレックス・スコルニック、エリック・ピーターソン
8. ノーバディーズ・フォルト "Nobody's Fault" – 3:57
  - 作詞・作曲：スティーヴン・タイラー、ブラッド・ウィットフォード
9. 報いの来る日 "A Day of Reckoning" – 4:00
  - 作詞：チャック・ビリー／作曲：アレックス・スコルニック、エリック・ピーターソン
10. ミュージカル・デス "Musical Death (A Dirge)" – 4:05
  - 作曲：アレックス・スコルニック、エリック・ピーターソン

## 参加ミュージシャン
- チャック・ビリー - ボーカル
- エリック・ピーターソン - リズムギター
- アレックス・スコルニック - リードギター
- グレッグ・クリスチャン - ベース
- ルイ・クレメンテ - ドラムス